# Willem Gerard Bonebakker
Willem Gerard Bonebakker (Amsterdam, 29 mei 1861 – Naarden, 18 december 1920) was een Nederlandse koopman en fabrikant van goud- en zilverwerken. Als lid van het Amsterdamse juweliersgeslacht Bonebakker vertegenwoordigde hij de vierde generatie van het familiebedrijf As Bonebakker & Zoon, een vooraanstaande juweliers- en zilversmederij in Nederland.

## Biografie
Willem Gerard Bonebakker werd geboren op 29 mei 1861 te Amsterdam als zoon van Johannes Christiaan Reinier Bonebakker (1829–1883) en Henriëtte Jacoba Maria Krüsemann. Hij groeide op in een familie van goud- en zilversmeden: zijn overgrootvader, Adrianus Bonebakker (1767–1842), vestigde zich in 1792 in Amsterdam en nam in 1802, samen met Diederik Lodewijk Bennewitz, de goud-, zilver- en juwelierswinkel van de gebroeders Peirolet over. Het bedrijf opereerde aanvankelijk onder de naam Peirolet, Bennewitz & Bonebakker, later als Bennewitz & Bonebakker. Na hun zakelijke scheiding in 1821 gingen Adrianus en zijn zoon Jacques Antoine Bonebakker verder onder de naam As Bonebakker & Zoon.
Het bedrijf kreeg talloze prestigieuze opdrachten. Zo vervaardigde Bonebakker in 1806 de stadssleutels van Amsterdam voor koning Lodewijk Napoleon, en in 1811 een tweede set voor keizer Napoleon Bonaparte. In 1816 leverde de firma een 419-delig zilveren tafelservies aan kroonprins Willem (de latere koning Willem II) en Anna Pavlovna, als huwelijksgeschenk van de stad Amsterdam. In 1840 vervaardigde Bonebakker, in opdracht van koning Willem II, de Nederlandse koningskroon, uitgevoerd door meester-goudsmid Theodorus Gerardus Bentvelt, werkzaam bij de firma – een kroon die tot op heden bij alle inhuldigingen wordt gebruikt.
Willem Gerard trad in de voetsporen van zijn voorouders en leerde het juweliersvak binnen het familieatelier. In 1886 trouwde hij met Jacoba Antonia Snellebrand. Met haar kreeg hij meerdere kinderen.
Omstreeks het einde van de jaren 1880 raakte Willem Gerard actief betrokken bij de firma As Bonebakker & Zoon, destijds geleid door zijn oom Willem Christiaan Bonebakker (1827–1906). In 1891 werd Willem Gerard firmant van het bedrijf, samen met zijn neef Carl Bonebakker. Gedurende de daaropvolgende decennia leidde hij de onderneming door een periode van groei en modernisering, waarbij de traditie van hoogwaardig vakmanschap werd voortgezet. Na het overlijden van zijn oom in 1906 vormden Willem Gerard en Carl gezamenlijk de directie van het familiebedrijf.
Gedurende de tweede helft van de 19e eeuw – de periode waarin Willem Gerard opgroeide en later het bedrijf zou leiden – bleef As Bonebakker & Zoon toonaangevend in het vak. In 1865 kreeg het bedrijf van koning Willem III een personele vergunning om het koninklijk wapen te mogen voeren (de voorloper van het predicaat "hofleverancier").
In 1919, na ruim 30 jaar als firmant, besloot Willem Gerard uit te treden. Hij droeg dat jaar onder meer het eigendom van het zilveratelier aan de Korte Leidsedwarsstraat over aan Carl Bonebakker, waarmee de leiding van de firma volledig bij Carl kwam te liggen. Willem Gerard Bonebakker vestigde zich in het Gooi en overleed op 18 december 1920 te Naarden, op 59-jarige leeftijd. Hij werd begraven op de Oude Begraafplaats te Naarden.

## Verdere literatuur en archieven
- Emeis, M.G. (1967). Bonebakker 1792–1967. Amsterdam.
- Van Benthem, Barend J. (2005). De werkmeesters van Bennewitz en Bonebakker. Amsterdams grootzilver uit de eerste helft van de 19de eeuw. Zwolle: Waanders Uitgevers. ISBN 9789040090097.
- Archief As Bonebakker & Zoon, Nederlands Instituut voor Kunstgeschiedenis (RKD).
- Archief As Bonebakker & Zoon, Stadsarchief Amsterdam (inventarisnummer 406).